# Björkelund
Björkelund är en stadsdel i Motala, Motala kommun, Östergötland. I området, som i huvudsak utgörs av villabebyggelse, ligger Skolgårda skola och Lillkyrkan. 